# Husayn Nizam Xah I
Husayn Nizam Xah o Husayn Xah I fou el tercer sultà nizamxàhida d'Ahmednagar que va regnar de 1553 a 1565. Era fill de Burhan Nizam Shah I (Burhan Shah I) al que va succeir agafant el títol de regnat d'al-Muayyad min ind Allah Husayn Xah.
Ja en vida del seu pare el possibles pretendents al tron (exceptuats els germans) havien estat apartats i això li va garantir certa tranquil·litat. Va adoptar les reformes xiïtes del culte seguint la direcció iniciada pel seu pare. Alguns dels seus germans li van disputar la successió especialment Abd al-Kadir declarat enemic del xiisme, que tenia el suport de la facció de cortesans natius del Dècan. Un altre germà, Miran Xah Haydar, va intentar també ocupar el tron amb el suport del seu sogre Khwadja Djahan, senyor de Parenda. Els dos germans foren derrotats per Husayn i es van haver de refugiar a la cort del sultà adilshàhida de Bijapur al que van instigar a atacar Ahmednagar més d'una vegada. Ibrahim Adil Shah de Bijapur també va donar suport a la pretensió al tron del príncep Miran Xah Ali, esperant ocupar les fortaleses de Kaliyani i Sholapur. Durant el seu regnat l'estat de guerra amb Bijapur fou quasi permanent i en el conflicte sovint es van afegir els altres sultanats de Bidar, Golconda i Berar, d'un costat o altra. El sultà de Bijapur va obtenir el suport del raja hindú de Vijayanagar, Ram Raj, però per les seves exigències després de cada campanya i pel mal tracte que els seus soldats donaven als musulmans el van convertir en un aliat incòmode i els sultanats van acabar aliats tots en contra seva i van destruir l'imperi de Vijanagar a la batalla de Talikota del 1565, batalla en la qual Husayn Nizam Xah va dirigir les tropes del centre i fou decisiu per la victòria.
Després d'això savis i homes de lletres, sobretot de Hampi, es van establir a Ahmednagar encoratjats per la famosa princesa, Chand Bibi, la filla de Husayn.
Husayn va morir sis mesos després de la victòria, encara el 1565. No consta que hagués encunyat moneda. El va succeir Murtaza Nizam Xah (Murtaza Xah).